# Tibouchina dusenii
Tibouchina dusenii är en tvåhjärtbladig växtart som beskrevs av Célestin Alfred Cogniaux. Tibouchina dusenii ingår i släktet Tibouchina och familjen Melastomataceae. Inga underarter finns listade i Catalogue of Life.